# Petr Pavlínek
Petr Pavlínek (* 25. května 1963 Trutnov) je český sociální geograf a vysokoškolský učitel. Přednáší na Přírodovědecké fakultě Univerzity Karlovy, konkrétně na její Katedře sociální a regionální geografie, a na Nebraské univerzitě v Omaze v USA.
Odborně se zabývá sociální, regionální a ekonomickou geografií, dále geografií průmyslu (specificky automobilového průmyslu), globálními výrobními sítěmi a hodnotovými řetězci. Geograficky se zaměřuje na oblast střední a východní Evropy. V médiích se v průběhu let opakovaně vyjadřoval k variantě zkráceného názvu České republiky v podobě Czechia. V roce 2020 byl jmenován profesorem pro obor sociální geografie a regionální rozvoj.